# Champniers (Vienne)
Champniers es una población y comuna francesa situada en la región de Poitou-Charentes, departamento de Vienne, en el distrito de Montmorillon y cantón de Civray.

## Demografía
| 606 | 502 | 400 | 398 | 400 | 348 |
| Para los censos de 1962 a 1999 la población legal corresponde a la población sin duplicidades (Fuente: INSEE [Consultar]) |     |     |     |     |     |